# Принцип домино (фильм)
«Принци́п домино́» (англ. The Domino Principle, другое название The Domino Killings) — кинофильм, драма, политический триллер режиссёра Стэнли Крамера, вышедший на экраны в 1977 году. Экранизация одноимённого романа Адама Кеннеди. Картина провалилась в прокате и получила низкую оценку критики.

## Сюжет
Ветеран Вьетнамской войны снайпер Рой Такер был осуждён на 20 лет за убийство, которого он не совершал. Рой уже отсидел 5 лет из положенного срока в тюрьме строгого режима, когда некая могущественная и безымянная Организация предложила организовать его побег в обмен на неназванную услугу, которую он должен будет оказать в будущем. Вместе с Такером бежит его сокамерник Спивента, но, когда они уже были на свободе, представители Организации расстреливают Спивенту и утверждают, что повесят убийство на Такера.
Беглец оказывается за пределами США с новым паспортом и приличным банковским счётом. Некоторое время он отдыхает в роскошной вилле на берегу моря вместе с женой. Рой узнает, что должен убить известного политика. Он пытается бунтовать, но его жена под прицелом Организации и у Роя нет пути назад. В назначенный день он садится в вертолёт и расстреливает свою жертву. Вертолёт подбит ответным огнём, но Рою удаётся спастись и даже взять в заложники одного из членов Организации. Рой признается ему, что специально стрелял мимо цели. Однако оказывается, что и этот вариант был предусмотрен — в приговорённого к смерти стреляло одновременно несколько снайперов. Рой возвращается назад. В доме на берегу моря у него на глазах убивают его жену. Его паспорт забрали и банковский счёт аннулирован. Спивента, оказывается, жив и его смерть была инсценировкой. К дому подъезжают члены Организации с тем, чтобы избавиться от Такера, но в перестрелке он убивает всех противников. В концовке Такер уходит вдаль по пляжу и зритель видит его фигуру в перекрестии оптического прицела.

## В ролях
- Джин Хэкмен — Рой Такер
- Кэндис Берген — Элли Такер
- Ричард Уидмарк — Тагг
- Микки Руни — Спивента, сокамерник Роя
- Эдвард Элберт — Пайн
- Илай Уоллак — генерал Ресер
- Кен Соффорд — Дитчер
- Нева Паттерсон — Кэддис
- Клер Бреннен — Руби
- Джеймс В. Гэвин — Ленни
- Чарлз Хорвэт — Харли

## Критика
Снятый в 1976 году фильм Стэнли Крамера был создан под впечатлением от политического триллера «Привести в исполнение», посвящённого убийству Кеннеди. Тема заказного убийства, совершённого несколькими независимыми снайперами, как неумолимого падения костей домино, — позаимствована как раз из картины 1973 года. Драма Крамера эксплуатирует тему кафкианского бреда, перемешанного с теорией заговора, ставшего частью американской жизни. Денис Горелов на страницах «Афиши» отметил параллели между ролями Хэкмена в «Принципе Домино» и «Разговоре» Копполы. Парадокс картины в своеобразном толковании жанра триллер: главный герой — это маленький человек, до конца остающийся «невинной» жертвой обстоятельств и вынужденный подчиняться приказам и убивать только в результате крайнего принуждения. То обстоятельство, что Такер под давлением изменил свою личность, только обеляет его в глазах зрителя.
После выхода на экраны картина оказалась в тени нашумевшей работы Алана Пакулы «Вся президентская рать» и провалилась в прокате. Критики встретили позднего Крамера очень прохладно. Variety назвал картину слабой и нудной, упомянув про многие логические нестыковки. Издание Time Out отозвалось о картине как бесполезной трате времени хороших актёров Хэкмена и Берген. Винсент Кэнби (New York Times) подверг картину разгромной критике, отметив её как пример того, что триллер, оказывается, можно снять без саспенса, ума и воображения.